# Fél lábbal a Paradicsomban
A Fél lábbal a Paradicsomban (eredeti cím olaszul: Un Piede in paradiso, angolul: Speaking of the Devil) 1990-ben bemutatott amerikai-olasz vígjáték, amelynek főszereplője Bud Spencer. Az élőszereplős játékfilm rendezője E.B. Clucher, producerei Claudio Bonivento és Giuseppe Pedersoli. A forgatókönyvet Marco Barboni és Giuseppe Pedersoli írta, a zenéjét Giancarlo Bigazzi szerezte. A mozifilm a Claudio Bonivento Productions és a Silvio Berlusconi Communications gyártásában készült. Műfaja kalandos filmvígjáték.
Olaszországban 1991. január 11-én, Magyarországon 1991. március 15-én mutatták be a mozikban.
Victor szerepét a rendező eredetileg Terence Hillnek szánta, de ő nem tudta elvállalni, mivel a Lucky Luke tévésorozat készítésével volt elfoglalva.[forrás?]

## Cselekmény
|  | Alább a cselekmény részletei következnek! |

A Jó és a Rossz örökös harcáról, már-már kezdett megfeledkezni a Nagytestvér. Még jó, hogy az Úr időben emlékeztette, amikor villámlátogatást tett az Univerzum eme részén...
Szükség is van az éberségre, mert a Sátán éppen arra készül, hogy Bull (Bud Spencer) lelkét megrontsa, még mielőtt beteljesíthetné földi hivatását. Bull megkísértését a pokolian szép külsejű, ám annál eltökéltebb alattvalójára, L'angelikára (Carol Alt) bízza.
A Nagytestvér Viktort (Thierry Lhermitte) szemeli ki Bull őrangyalának, aki a kezdeti bizonytalankodás után (talán a földi levegő hatására) pillanatok alatt feltalálja magát. A Sátán saját fegyvereit is bevetve kezdi meg küzdelmét Bull oldalán...
Bull Webster taxitársasága gondokkal küzd. Rosszul megy az üzlet, és ezt kihasználva a konkurens vállalat elhatározza, hogy tönkreteszi őt. Így ugyanis olcsón hozzájuthat a vállalkozás területén lévő ingatlan tulajdonához. Bull anyagi ereje fogytán van, miközben nem is sejti, hogy a zsebében megbujó lottószelvénnyel megütötte minden idők legnagyobb nyereményét. A nagy nyereménnyel keresztülhúzhatja ellenfelei számítását. Ettől kezdve a sorsa nem hagyja hidegen a két ellentétes hatalom képviselőjét: a Paradicsomból érkezett Angyalt, és a Pokolból érkezett ördögöt. A jövevények azon fáradoznak, hogy a jóra, illetve bűnre csábítsák a boldog nyertest.
|  | Itt a vége a cselekmény részletezésének! |

## Szereplők
| Szereplő                               | Színész           | Magyar hang            |
| -------------------------------------- | ----------------- | ---------------------- |
| Bull Webster                           | Bud Spencer       | Bujtor István          |
| Victor                                 | Thierry Lhermitte | Rátóti Zoltán          |
| L’Angelika Bossy                       | Carol Alt         | Tóth Enikő             |
| Lucifer                                | Ian Bannen        | Velenczey István       |
| Mr. Morrison                           | Sean Arnold       | Konrád Antal           |
| Joe Grant, taxis a piros taxiban       | Riccardo Pizzuti  | Kránitz Lajos          |
| Roscoe, Bull kollégája                 | Anthony Giaimo    | Hollósi Frigyes        |
| Nagy Testvér                           | Jean Sorel        | Bács Ferenc            |
| Betty Webster, Bull felesége           | Sharon Madden     | Hámori Ildikó          |
| Candice Webster, Bull leánya           | Diamy Spencer     | Hegyi Barbara          |
| TV-riporter                            | Stephen Edward    | Szokolay Ottó          |
| Taxis a fekete taxiban                 | Mike Kirton       | Dózsa László           |
| Rockwood                               | Barry Schreiber   | Szersén Gyula          |
| Tim, a taxis                           | Bert Sheldon      | Vass Gábor             |
| Bull kollégája, a néger taxis          | Ken Little        | Dobránszky Zoltán      |
| Monty, az indián taxis                 | Mike Madrid       | Sinkovits-Vitay András |
| Rendőr                                 | Raul San          | Hankó Attila           |
| Pincér a bárban                        | N/A               | Hankó Attila           |
| Néger rendőr                           | Elmer Bailey      | Melis Gábor            |
| Seriff                                 | Fred Ornstein     | Perlaki István         |
| Arthur, Bull ügyvéde                   | Parris Buckner    | Varga T. József        |
| Fegyveres fickó a mosodában            | Sasha D’Arc       | Balázsi Gyula          |
| Szállodaportás                         | Michael Sandler   | Kisfalussy Bálint      |
| Idős kínai mester                      | N/A               | Kisfalussy Bálint      |
| Isten (hang)                           | (fő isten)        | Sinkovits Imre         |
| Frank Doil, a lottónyertes (Aranylábú) | N/A               | Kerekes József         |
| Kínai ruhafestő                        | N/A               | Botár Endre            |
| Nagyothalló bolttulajdonos             | N/A               | Csuja Imre             |
| Fiatal NASA-alkalmazott a repülőn      | N/A               | Lippai László          |
| Rózsaszínű zakós szállodai parkoló     | N/A               | Antal László           |
| Emberrabló (hang)                      | N/A               | Kovács István          |

## A film forgatása
A filmet kis költségvetéssel, a korábbiakhoz képest realistább látásmóddal készítették el. Bud Spencer itt egy átlagember szerepében tűnik fel, aki családapa és nagyapa is egyben, dolgos, jóravaló, néha ingerlékeny és nehézfejű. A Fél lábbal a paradicsomban sokkal inkább családi film és kevés benne a verekedés és akciójelenet. Hozzátartozik ehhez, hogy Bud Spencer a film forgatásakor már elmúlt hatvan esztendős, s bár még itt agilis és fitt volt, nem akarták túlzottan terhelni hosszú koreográfiákkal.

## Zene

### Elhangzó dalok
- An Angel Around Me (Fan's Club) 4:10
- Rock'n'Roll, I feel so (Florence 99), 4:20

## Érdekességek
- Bull lányát, Candice-t játszó Diamy Spencer eredeti neve Diamante Pedersoli, Bud Spencer lánya.
- Annál a jelenetnél mikor Victor egy űrrepülő segítségével jön a Földre, földet éréskor látható az oldalán hogy ez a Challenger űrrepülő, ami 1986-ban felrobbant, a film pedig 1990-ben készült.

## Televíziós megjelenések
TV-2 / M2, RTL Klub, M1, Film+, Viasat 3, RTL+ / RTL Három, Film+ 2, RTL II